# Lac de la Valette (Savoie)
Pour les articles homonymes, voir Lac de la Valette.
Le lac de la Valette est un lac de France situé dans les Alpes, dans le département de la Savoie. 
Il se trouve dans la vallée de la Tarentaise, au sud de Pralognan-la-Vanoise, dans le parc national de la Vanoise. En forme de croissant, il occupe une petite dépression endoréique à 2 476 mètres d'altitude, sous le dôme des Sonnailles (3 355 m) au sud-est, le pic de la Vieille Femme (2 739 m) au sud, le roc de la Valette (2 602 m) au nord-ouest et le roc du Tambour (2 636 m) au nord. En aval à l'ouest s'écoule le Doron de Pralognan, affluent du Rhône via le Doron de Bozel et l'Isère.
Le refuge de la Valette se trouve au col de la Valette juste à l'ouest du col, points de passage du sentier de grande randonnée du Tour des Glaciers de la Vanoise, entre le secteur du refuge du Roc de la Pêche au sud-ouest et celui des cirques du Petit et du Grand Marchet au nord-est. Au sud du lac de la Valette, juste sous le sommet du pic de la Vieille Femme, s'étend un autre petit lac au bord duquel se trouvent les ruines de l'ancien refuge du Lac.

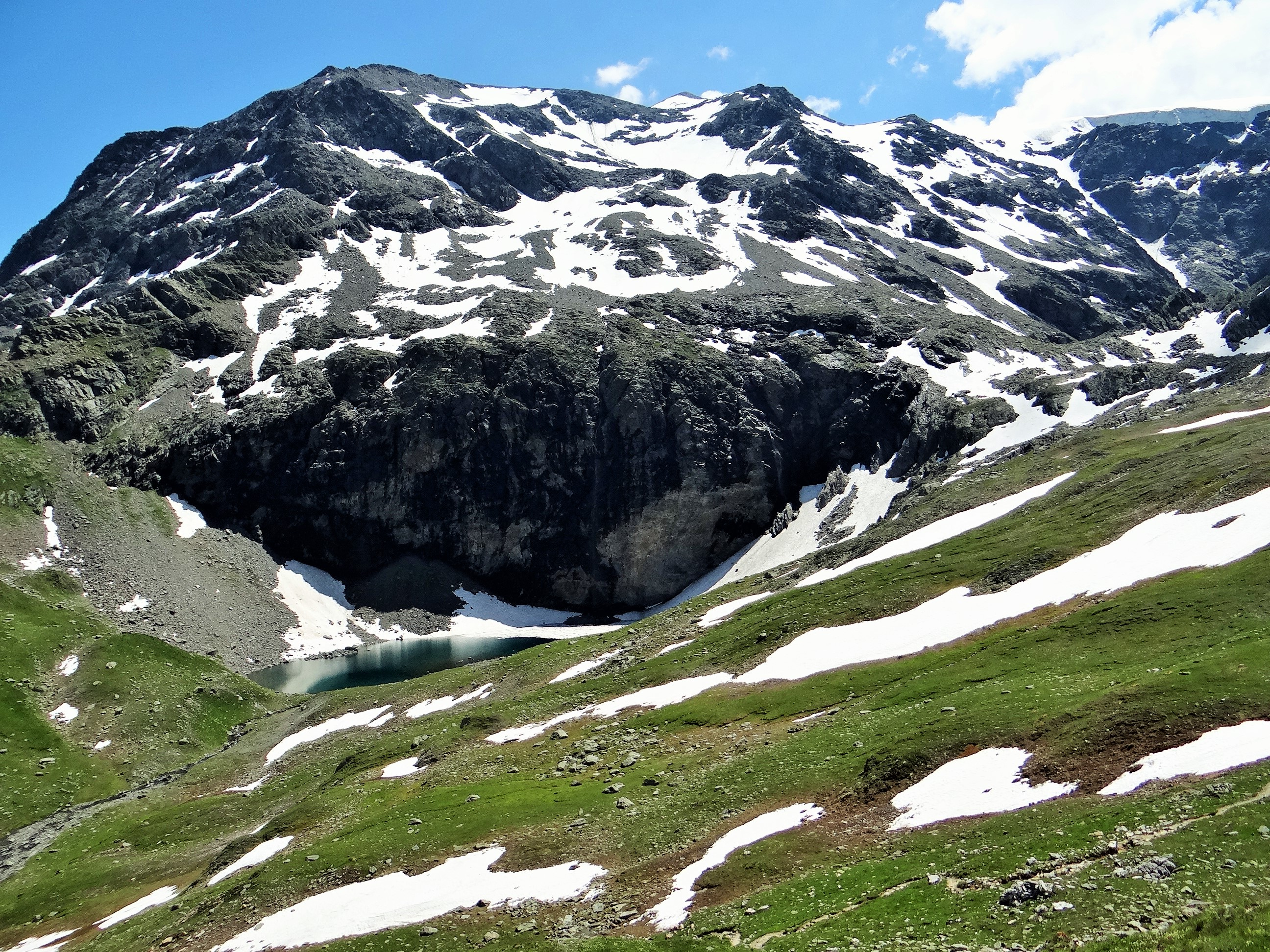
Vue depuis le col de la Valette à l'ouest du lac de la Valette sous le dôme des Sonnailles en juillet 2013.